# François de Chabaud-Latour
François-Henri-Ernest, baron de Chabaud-Latour, född 25 januari 1804 i Nîmes, död 10 juni 1885 i Paris, var en fransk general.
Chabaud-Latour blev 1827 kapten, deltog 1830 i expeditionen till Alger och sedermera i arbetet med Paris befästande samt blev 1853 brigad- och 1857 divisionsgeneral. Under Paris belägring (1871) var han befälhavare över ingenjörstrupperna. Åren 1837–1848 var han medlem av deputeradekammaren, där han understödde regeringen, och 1871 valdes han till ledamot av nationalförsamlingen, där han tillhörde högra centern. Från juli 1874 till början av 1875 var Chabaud-Latour inrikesminister och 1877 blev han senator på livstid. År 1873 var han ledamot i den kommission, som hade att döma över Achille Bazaine.